# Георгиу, Майкл
Майкл Гео́ргиу (англ. Michael Georgiou; род. 18 января 1988 года) — профессиональный игрок в снукер c Кипра.
Начал играть в снукер в 1997 году, а в 2007 стал чемпионом мира в возрастной категории до 21 года. Благодаря этой победе Георгиу получил статус профессионала и в следующем сезоне стал участником мэйн-тура. Однако плохие результаты практически на всех рейтинговых турнирах не позволили Майклу остаться в туре на следующий сезон, и в сезоне 2009/10 он выступал в профессионально-любительской серии PIOS.